# パフィンの小さな島
パフィンの小さな島（パフィンのちいさなしま、原題:Puffin Rock and the New Friends）は、2023年に公開されたイギリスとアイルランドの映画。カートゥーン・サルーンのアニメ作品。日本では2025年5月30日に公開した。

## 概要
- アイルランドの西の海に浮かぶトンガリ島に暮らす、海鳥パフィン(ニシツノメドリ)の少女ウーナと弟のババ。ある日、気候変動による嵐で故郷を失った動物たちがやってくる。慣れない環境に戸惑うエトピリカの少女イザベルが起こしたある出来事を通じて、ウーナやババ、イザベルの間に友情が芽生える。
- 『ウルフウォーカー』などを手掛けたアニメーションスタジオ「カートゥーン・サルーン」が制作し、海鳥の姉弟がさまざまな動物たちと触れ合う姿を描いたアニメーション。海鳥の姉弟が暮らすアイルランドの西の小島に、嵐によって故郷の島を追われた動物たちがやってくる。姉弟の母親の声を俳優の上野樹里が担当。監督をジェレミー・パーセルが務め、原案に『ソング・オブ・ザ・シー 海のうた』などのトム・ムーア監督らが名を連ねる。

## スタッフ
- 監督:ジェレミー・パーセル
- 配給:チャイルド・フィルム
- 制作国:アイルランド、イギリス
- 脚本:サラ・ダディ
- 製作:ジョニー・マクデイド,ノラ・トゥーミー,トム・ムーア,ポール・ヤング
- 製作総指揮:ジェリー・シャーレン
- 原案:トム・ムーア,リリー・バーナード,ポール・ヤング
- 上映時間:80分

## 日本語吹き替え版キャスト
- 新田恵海（ウーナ）[1]
- 田所あずさ（イザベル）
- 高野麻里佳（ババ）
- 降幡愛（フェニックス）
- 大橋彩香（マーヴィン）
- 平山笑美（モッシー）
- 船戸ゆり絵（メイ）
- 前島亜美（シルキー）
- 菊池康弘（バーニー）
- 西垣俊作（ウーナのパパ）
- 上野樹里（ウーナのママ）[2]
- チョー（ナレーター）
- 市川優貴(スパイキー)
- 一輝あやか(フリン)
- 泊和輝(たまごのパパ)
- 小野伯月（たまごのママ）
- 福乃ひな(ララ)
- 山田昌宏(イザベルのパパ)
- 池ちさ子（イザベルのママ）
- 市川優貴、井浦美音、岩本まりあ、岳藤大和、中尾明日香、南雲夏姫、丸林和佳、三浦紗愛（その他）